# 165-я стрелковая дивизия (2-го формирования)
165-я стрелковая Седлецкая Краснознамённая ордена Кутузова дивизия — воинская часть Вооружённых сил СССР в Великой Отечественной войне.

## История
Формировалась с декабря 1941 года как 436-я стрелковая дивизия в Кургане (Уральский военный округ)
В действующей армии с 1 мая 1942 по 29 сентября 1943, с 15 октября 1943 по 5 февраля 1944 и с 24 марта 1944 по 9 мая 1945 года.
10 мая 1942 года прибыла в Малую Вишеру. Была введена в бой в ходе операции по выводу из окружения 2-й ударной армии только 1 июня 1942 года без артиллерийской поддержки, для прорыва окружения со внешней стороны у Мясного Бора, и потеряв 50 % личного состав, успеха не добилась, была заменена 374-й стрелковой дивизией и отведена.
5 июня 1942 года дивизия вновь поднялась в атаку, продвинулась только на 700—800 метров.
Из донесения инспектора политуправления Ленинградского фронта старшего батальонного комиссара Рогинского от 5 июня 1942 года:

«С самого начала наступления началась неорганизованность, плохая распорядительность командного состава.
В 14.00 начался массовый побег с поля боя бойцов, в том числе части среднего командного состава, и только принятыми мерами работниками ПОарма, ПУ фронта, а также отдельными командирами и политработниками дивизии был приостановлен побег с поля боя. В результате этого дивизия утеряла инициативу в наступлении и отошла на исходное положение». 
Тем не менее, дивизия оставалась в районе прорыва и 23 июня 1942 года сумела на короткое время соединиться с войсками 2-й ударной армии у Теремец-Курляндского.
После этого, с июля 1942 года дивизия находилась во втором эшелоне в двух километрах от передовой, напротив Спасской Полисти вплоть до января 1943 года, когда была переброшена для участия в прорыве блокады, однако непосредственно в прорыве не участвовала
В середине февраля 1943 года дивизия была передана в 54-ю армию, которая проводила Красноборско-Смердынскую операцию и была введена в бой 16 февраля 1943 года у Макарьевской Пустыни (южнее Погостья) с задачей выхода на дорогу Шапки — Любань. Однако единственное, чего сумела добиться дивизия при поддержке 7-й гвардейской танковой бригады и действуя совместно с 14-й стрелковой бригадой это 19 февраля 1943 года временно прорвать кольцо окружения, в котором была окружена 58-я стрелковая бригада. Однако после контратаки противника в окружение попали уже и подразделения дивизии (в частности 641-го стрелкового полка) вместе с танками и частью вышли к своим 21 февраля 1943 года. 22 февраля 1943 года в полосе дивизии развернулись тяжёлые бои, в которых даже штаб дивизии был вынужден отражать атаки противника.
В марте 1943 года дивизия отведена во второй эшелон и до августа 1943 года восстанавливалась.
В августе 1943 года была введена в бой в ходе Мгинской операции и ценой больших потерь при поддержке 122-й танковой бригады сумела взять господствующую высоту «Лесную» близ Поречья, до этого долгое время в 1942—1943 годах штурмовавшуюся различными соединениями. До 12 августа 1943 года в тяжелейших рукопашных («резня была страшная — во время артподготовки в воздух поднялись тучи песка и забили затворы и русским, и немцам. Дрались в лабиринте траншей штыками и гранатами») боях с 5-й горнострелковой дивизией удержала высоту, а затем атаковала вместе с 265-й стрелковой дивизией Поречье и овладела им.
В сентябре 1943 года отведена на переформирование в район Калинина. Оттуда дивизия в октябре 1943 года переброшена в Великие Луки и заняла оборону в районе деревни Борки. С 3 января 1944 года перешла в наступление в ходе Старорусско-Новоржевской операции, в тяжёлых боях прорвала оборону противника южнее Новосокольников. 7 февраля 1944 года была снята с позиции юго-западнее Новосокольников и через Ржев вновь направлена на переформирование в Калинин.
В марте 1944 года погружена в эшелоны, разгрузились на станции Киверцы в последние дни марта 1944 года и заняла позиции в районе северо-восточнее Ковеля 2 апреля 1944 года. 27 апреля 1944 года попадает под сильный удар войск противника и не устояла на позициях, несёт большие потери, в том числе пленными. Затем общими усилиями войск армии позиции были возвращены.
Уже с 8 июля 1944 года начинает наступление на позиции противника севернее Ковеля, однако неудачно. С 17 июля 1944 года переходит в наступление в ходе Люблин-Брестской операции при поддержке 68-й танковой бригады, 1454-го и 1821-го тяжёлого самоходно-артиллерийских полков прорывает оборону противника северо-западнее Ковеля, 17-18 июля 1944 года ведёт бои за село Парадубы (приблизительно в 20 километрах северо-западнее Ковеля) и продвигается авангардом корпуса к Западному Бугу, который форсирует с ходу 20 июля 1944 года, затем с боями продвигается к Седлецу, и 31 июля 1944 года отличилась при освобождение Седлеца, перерезав шоссе Варшава-Брест, затем наступает севернее города, прорывая оборону по направлению несколько севернее Варшавы, на 10 августа 1944 года ведёт бои в районе Адамува, на 14 августа 1944 года — у населённого пункта Францишек в (42 километрах восточнее Варшавы), на 21 августа 1944 года в районе Тлуща, затем вышел к городу Радзымин. 10-15 сентября 1944 году ведёт бои у Слупно, с левого фланга плацдарма, который удерживался на Висле войсками противника. 27 сентября 1944 года приняла у 1-й стрелковой дивизии позиции С 9 октября 1944 года дивизия переходит в наступление с целью ликвидации плацдарма противника напротив Модлина, на восточном берегу Вислы, так например действует в районе населённого пункта Непорент в 6 километрах восточнее Легионово, Польша. Однако все атаки, продолжавшиеся до двадцатых чисел октября 1944 года, остались безуспешными и в ноябре 1944 года дивизия вышла на отдых и формирование.
Вновь введена в бой в ходе Висло-Одерской операции, с 14 января 1945 года прорывает оборону противника с Сероцкого плацдарма севернее Сероцка, с тяжёлыми боями форсирует Вислу северо-восточнее Модлина, участвует во взятии города, затем наступает в направлении Бромберга, принимает участие во взятии города Торунь, на 2 февраля 1945 года ведёт бои в 20 километрах северо-восточнее Бромберга.
В ходе Восточно-Померанский операции наступает по маршруту Бромберг, Пьяшен (северо-восточнее Нойштеттина, ныне Щецинек на 6 марта 1945 года), Бютов и 22 марта 1945 года, заняв Сопот, дивизия вышла на берег Балтийского моря.
После кратковременного отдыха, дивизия была переброшена к городу Штеттин и приступила к форсированию Одера в ходе Берлинской операции. С тяжёлыми боями 19 апреля 1945 года форсирует Ост-Одер приблизительно в 10 километрах юго-западнее Штеттина в районе Грайфенхагена (Грыфино). Форсирование реки обеспечивала 48-я инженерно-сапёрная бригада. 22 апреля 1945 года дивизия форсирует Вест-Одер у Машерина севернее Гарца. После форсирования реки и укрепления на плацдарме, в конце апреля — начале мая 1945 года дивизия наступает в Северной Германии, овладевает городами и иными населёнными пунктами: Штральзунд, Гриммен, Деммин, Мальхин, Варен, Везенберг, Росток, Варнемюнде, Барт, Бад-Доберан, Нойбуков, Варин, Виттенберге.
По окончании Великой Отечественной войны дивизия вошла в состав Группы советских оккупационных войск в Германии. Расформирована в июне 1946 года.

## Подчинение
| Дата            | Фронт (округ)                                              | Армия                 | Корпус                             | Примечания |
| --------------- | ---------------------------------------------------------- | --------------------- | ---------------------------------- | ---------- |
| 01.01.1942 года | Уральский военный округ                                    | -                     | -                                  | -          |
| 01.02.1942 года | Уральский военный округ                                    | -                     | -                                  | -          |
| 01.03.1942 года | Уральский военный округ                                    | -                     | -                                  | -          |
| 01.04.1942 года | Уральский военный округ                                    | -                     | -                                  | -          |
| 01.05.1942 года | Ленинградский фронт (Группа войск Волховского направления) | -                     | 6-й гвардейский стрелковый корпус  | -          |
| 01.06.1942 года | Ленинградский фронт (Волховская группа войск)              | 59-я армия            | -                                  | -          |
| 01.07.1942 года | Волховский фронт                                           | 52-я армия            | -                                  | -          |
| 01.08.1942 года | Волховский фронт                                           | 52-я армия            | -                                  | -          |
| 01.09.1942 года | Волховский фронт                                           | 52-я армия            | -                                  | -          |
| 01.10.1942 года | Волховский фронт                                           | 52-я армия            | -                                  | -          |
| 01.11.1942 года | Волховский фронт                                           | 52-я армия            | -                                  | -          |
| 01.12.1942 года | Волховский фронт                                           | 52-я армия            | -                                  | -          |
| 01.01.1943 года | Волховский фронт                                           | 52-я армия            | -                                  | -          |
| 01.02.1943 года | Волховский фронт                                           | -                     | -                                  | -          |
| 01.03.1943 года | Волховский фронт                                           | 54-я армия            | -                                  | -          |
| 01.04.1943 года | Волховский фронт                                           | -                     | -                                  | -          |
| 01.05.1943 года | Волховский фронт                                           | -                     | -                                  | -          |
| 01.06.1943 года | Волховский фронт                                           | -                     | -                                  | -          |
| 01.07.1943 года | Волховский фронт                                           | -                     | -                                  | -          |
| 01.08.1943 года | Волховский фронт                                           | 8-я армия             | -                                  | -          |
| 01.09.1943 года | Волховский фронт                                           | -                     | -                                  | -          |
| 01.10.1943 года | Резерв Ставки ВГК                                          | -                     | 93-й стрелковый корпус             | -          |
| 01.11.1943 года | 2-й Прибалтийский фронт                                    | 3-я ударная армия     | 93-й стрелковый корпус             | -          |
| 01.12.1943 года | 2-й Прибалтийский фронт                                    | 6-я гвардейская армия | 97-й стрелковый корпус             | -          |
| 01.01.1944 года | 2-й Прибалтийский фронт                                    | 6-я гвардейская армия | 97-й стрелковый корпус             | -          |
| 01.02.1944 года | 2-й Прибалтийский фронт                                    | 6-я гвардейская армия | 12-й гвардейский стрелковый корпус | -          |
| 01.03.1944 года | Резерв Ставки ВГК                                          | 21-я армия            | 96-й стрелковый корпус             | -          |
| 01.04.1944 года | 2-й Белорусский фронт                                      | 47-я армия            | 77-й стрелковый корпус             | -          |
| 01.05.1944 года | 1-й Белорусский фронт                                      | 47-я армия            | 125-й стрелковый корпус            | -          |
| 01.06.1944 года | 1-й Белорусский фронт                                      | 47-я армия            | 129-й стрелковый корпус            | -          |
| 01.07.1944 года | 1-й Белорусский фронт                                      | 47-я армия            | 129-й стрелковый корпус            | -          |
| 01.08.1944 года | 1-й Белорусский фронт                                      | 47-я армия            | 129-й стрелковый корпус            | -          |
| 01.09.1944 года | 1-й Белорусский фронт                                      | 70-я армия            | 114-й стрелковый корпус            | -          |
| 01.10.1944 года | 1-й Белорусский фронт                                      | 70-я армия            | 96-й стрелковый корпус             | -          |
| 01.11.1944 года | 2-й Белорусский фронт                                      | 70-я армия            | 96-й стрелковый корпус             | -          |
| 01.12.1944 года | 2-й Белорусский фронт                                      | 70-я армия            | 96-й стрелковый корпус             | -          |
| 01.01.1945 года | 2-й Белорусский фронт                                      | 70-я армия            | 96-й стрелковый корпус             | -          |
| 01.02.1945 года | 2-й Белорусский фронт                                      | 70-я армия            | 96-й стрелковый корпус             | -          |
| 01.03.1945 года | 2-й Белорусский фронт                                      | 70-я армия            | 47-й стрелковый корпус             | -          |
| 01.04.1945 года | 2-й Белорусский фронт                                      | 70-я армия            | 96-й стрелковый корпус             | -          |
| 01.05.1945 года | 2-й Белорусский фронт                                      | 70-я армия            | 96-й стрелковый корпус             | -          |

## Состав
- 562-й стрелковый полк
- 641-й стрелковый полк
- 751-й стрелковый полк
- 608-й артиллерийский полк
- 199-й отдельный истребительно-противотанковый дивизион
- 199-я разведывательная рота
- 202-й отдельный сапёрный батальон
- 305-й отдельный батальон связи (305-я, 485-я отдельная рота связи)
- 164-й медико-санитарный батальон
- 533-я отдельная рота химической защиты
- 199-я автотранспортная рота
- 449-я полевая хлебопекарня
- 914-й дивизионный ветеринарный лазарет
- 1670-я полевая почтовая станция
- 1091-я полевая касса Госбанка

Перечень № 5 Стрелковых, горнострелковых, мотострелковых и моторизованных дивизий, входивших в состав действующей армии в годы Великой Отечественной войны 1941—1945 гг. / А. П. Покровский. — М.: Министерство обороны, 1956. — 218 с.

## Командиры
- Соленов, Павел Иванович (20.12.1941 — июнь 1942), полковник;
- Тарасов, Александр Павлович (июнь 1942) подполковник;
- Морозов, Василий Иванович (17.06.1942 — 20.01.1944), полковник;
- Пилипенко, Анатолий Акимович (21.01.1944 — 22.01.1944), полковник;
- Морозов, Василий Иванович (23.01.1944 — 26.01.1944), полковник;
- Каладзе, Николай Иванович (27.01.1944 — 09.05.1945), гвардии полковник.

## Награды и наименования
| Награда (наименование)            | Дата                                                           | За что награждена |
| --------------------------------- | -------------------------------------------------------------- | --- |
| Почётное наименование «Седлецкая» | Приказ Верховного Главнокомандующего от 31.07.1944 года        | За образцовое выполнение заданий командования в боях с немецкими захватчиками при овладении городами Седльце, Минск-Мазовецкий, Лукув.                                |
| Орден Кутузова II степени         | Указ Президиума Верховного Совета СССР от 19 февраля 1945 года | За образцовое выполнение заданий командования в боях с немецкими захватчиками при прорыве обороны немцев севернее Варшавы и проявленные при этом доблесть и мужество. |
| Орден Красного Знамени            | Указ Президиума Верховного Совета СССР от 9 августа 1944 года  | За образцовое выполнение заданий командования в боях при прорыве обороны немцев западнее Ковель и проявленные при этом доблесть и мужество.                           |

Награды частей дивизии:
- 562-й стрелковый Новогеоргиевский орденов Суворова[10] и Александра Невского[11] полк
- 641-й стрелковый Краснознамённый[10] полк
- 751-й стрелковый Торунский ордена Суворова[11] полк
- 608-й артиллерийский Гдынский[12] ордена Александра Невского[11] полк
- 199-й отдельный истребительно-противотанковый Гдынский[12] ордена Александра Невского[11] дивизион
- 202-й отдельный сапёрный ордена Красной Звезды[10] батальон
- 305-й отдельный Гдынский[12] ордена Красной Звезды[11] батальон связи

## Отличившиеся воины дивизии
| Награда | Ф. И. О.                        | Должность                                                | Звание            | Дата награждения | Примечания                                                                      |
| ------- | ------------------------------- | -------------------------------------------------------- | ----------------- | ---------------- | ------------------------------------------------------------------------------- |
|         | Басков, Сергей Павлович         | командир стрелкового батальона 562-го стрелкового полка  | майор             | 29.06.1945       | -                                                                               |
|         | Викторов, Константин Николаевич | командир 199-й отдельной разведроты                      | старший лейтенант | 29.06.1945       | -                                                                               |
|         | Буток, Владимир Георгиевич      | наводчик миномёта                                        | рядовой           | 26.06.1945       | -                                                                               |
|         | Кириллов, Анатолий Данилович    | исполняющий обязанности командира взвода пешей разведки  | старшина          | 26.06.1945       | -                                                                               |
|         | Кухарев, Алексей Васильевич     | разведчик взвода пешей разведки                          | ефрейтор          | 26.06.1945       | -                                                                               |
|         | Меньшиков, Анатолий Андреевич   | командир 562-го стрелкового полка                        | подполковник      | 29.06.1945       | посмертно, погиб 20.04.1945                                                     |
|         | Очаковский, Сергей Сергеевич    | командир отделения 202-го отдельного сапёрного батальона | сержант           | 24.03.1945       | -                                                                               |
|         | Сорокин, Николай Егорович       | командир миномётного расчёта                             | старший сержант   | 28.02.1945       | дважды награждён 3-й степенью, перенаграждён орденом Славы I степени 07.05.1974 |
|         | Токмаков, Яков Герасимович      | командир роты 562-го стрелкового полка                   | старший лейтенант | 29.06.1945       | -                                                                               |
|         | Малько, Иван Сергеевич          | командир батальона 562-го стрелкового полка              | капитан           | 29.06.1945       | -                                                                               |

## Память
- Школа № 50 имени 165-й стрелковой дивизии в Кургане и школьный музей в ней.